# Вдовиченко Вадим Вікторович
Вади́м Ві́кторович Вдовиче́нко — солдат Збройних Сил України, учасник російсько-української війни, що загинув у ході російського вторгнення в Україну в 2022 році.

## Життєпис
Вадим Вдовиченко народився 22 червня 1999 року в селі Зольня Олевського району на Житомирщині. З початком повномасштабного російського вторгнення в Україну був мобілізований та перебував на передовій у складі 132-го окремого розвідувального батальйону військової розвідки Збройних Сил України. Обіймав військову посаду розвідника-коригувальника. Загинув Вадим Вдовиченко 30 березня 2022 року в запеклому бою на Харківщині. Чин прощання відбувся в неділю 3 квітня 2022 року в рідному селі.

## Нагороди
- Орден «За мужність» III ступеня (2022, посмертно) — за особисту мужність і самовіддані дії, виявлені у захисті державного суверенітету та територіальної цілісності України, вірність військовій присязі[4].